# Razbijači mitova
Razbijači mitova (eng. MythBusters) je popularni američki znanstveni show na Discovery Channelu čiji su voditelji stručnjaci za specijalne efekte Adam Savage i Jamie Hyneman, koji koriste znanstvene metode da bi testirali vjerodostojnost raznih urbanih legendi i mitova u popularnoj kulturi.

## Povijest
Producent Peter Rees predstavio je show Discovery Channelu pod naslovom Tall Tales or True 2002. godine. Discovery je tada odobrio snimanje tri pilot epizode. Hyneman je u show došao preko Reesa, koji ga je bio intervjuvirao za njegovo pojavljivanje na BattleBotsu (televizijski show koji prikazuje borbe robota, također ime američke tvrtke koja sponzorira te borbe). Savageu, koji je radio s Hynemanom u reklamama i na BattleBotsima, Hyneman je ponudio posao suvoditelja jer je (prema Savageovim riječima) mislio da on sam nije dovoljno zanimljiv.
U srpnju 2006. uređena trideset minutna verzija (za razliku od uobičajenih 60 minuta, skupa s reklamama) MythBustersa počela se prikazivati na BBC Two u Ujedinjenom Kraljevstvu. Epizode koje se prikazuju na europskum Discovery Channelu ponekad sadrže dodatne scene koje nisu prikazane u američkoj verziji (neke od njih se ponekad prikazuju u specialima, kao na primjer "MythBusters Outtakes").

## Format
Svaka epizoda obično obrađuje nekoliko nepovezanih urbanih legendi, popularnih vjerovanja, internetskih glasina i drugih mitova. Ponekad su svi mitovi u epizodi povezani istom temom. Do danas, tri su mita bila tako skupa i zahtijevna za testiranje, da je cijela epizoda posvećena njihovu testiranju, a četiri specialne epizode trajale su duplo duže.
Metode testiranja mitova su obično planirane i provedene tako da proizvedu vizualno dramatične rezultate, što obično uključuje eksplozije, požare i/ili uništavanje vozila. Kada je mit potencionalno opasan po život, koriste se zamijene za ljudsko tijelo. Stalna testna lutka, "Buster", ili balistički gel se uglavnom koriste, no ponekad koriste i svinjska trupla. Kada mit nije opasan, tim ponekad izvodi eksperimente na sebi, pa su ozljede i nesretni slučajevi česti.
Tim obično koristi svoje stručnjake da sagradi kompleksne mehaničke uređaje s kojima će ispitati mit. Testovi se obično izvode u radionici, no ponekad zahtijevaju jedinstvene uvjete zbog čega se izvode na drugim lokacijama u San Franciscu, uglavnom na napuštenim zračnim bazama Naval Air Station Alameda i Hamilton Air Force Base, pustinji Mojave i u Alameda County Sheriff's Bomb Squad and Firearm prostoru. Tim je putovao i u druge gradove i države zbog testiranja mitova, obično u specijalnim epizodama.
Proces testiranja se obično sastoji od dva koraka. "Ponavljanje okolnosti i ponavljanje rezultata" prema Savageu. Razbijači mitova pokušavaju ponoviti mit da bi saznali mogu li navedene okolnosti proizvesti navodni rezultat. Ako to ne uspiju, pokušat će proizvesti potrebne okolnosti (često apsurdne) da bi se dobio navodni rezultat. Kada su točni detalji mita nejasni, Razbijači mitova će često održati međusobno natjecanje kako bi pronašli i primijenili najbolje rješenje.
Temeljitost metoda testiranja često je nejasna zbog vremenskog ograničenja epizode. Adam i Jamie su to često napominjali tijekom epizoda i tijekom epizode "Outtakes Special" izričito su tvrdili da su oni u stvari vrlo temeljiti u testiranju mitova i ponavljanju testova mnogo puta u mnogo različitih okolnosti i da jednostavno nije moguće sve prikazati u jednoj epizodi. Na početku pete sezone pozvali su gledatelje da posjete službene stranice showa i da pogledaju manje uređivane verzije eksperimenata, dodatna znanstvena objašnjenja, ili neprikazane eksperimente i mitove vezane za one koji su dosada prikazani. Također, kao odgovor na kritike zbog pogrešnog testiranja mitova napravljeno je par specijalnih, "Myths Revisited" epizoda, u kojima su neki mitovi ponovno testirani da bi utvrdili imaju li prigovori gledatelja vrijednost. Te su epizode rezultirale promjenom zaključka o nekim mitovima, kao i potvrdom prijašnjih rezultata testiranja nekih mitova.
Postoje neki mitovi i urbane legende koje Razbijači mitova odbijaju testirati. Paranormalne pojave, kao što su duhovi ili NLO-i ne mogu se ispitati znanstvenim metodama, iako je jedna iznimka, testirani mit o "moći piramida" navela Adama na komentar: "Bez 'oogie-boogie' mitova više, molim". Izbjegavaju se i mitovi koji su škodljivi za životinje i ljude i koji se ne mogu sigurno testirati. Knjiga MythBusters: The Explosive Truth Behind 30 of the Most Perplexing Urban Legends of All Time (ISBN 1-4169-0929-X) također daje listu mitova za koje je malo vjerojatno da će biti testirani (iako su tri mita u međuvremenu testirana).

## Razotkriven, moguć ili potvrđen?
Na kraju svake epizode, svaki mit dobiva ocjenu Razotkriven (Busted), Moguć (Plausible) ili Potvrđen (Confirmed).
Razotkriven (Busted)
- Rezultati mita se ne mogu ponoviti u opisanim okolnostima i s opisanim parametrima, niti se mogu ponoviti s razumno povećanim parametrima. Često, kada se mit ocijeni kao "Razotkriven", tim će pokušati otkriti što je potrebno da se dobiju rezultati opisani u mitu, bez obzira na način opisan u mitu. U emisijama to često zovu "Mythbusters način".

Moguć (Plausible)
Mit je ocijenjen kao "Moguć" pod dva uvjeta:
- Rezultati se mogu ponoviti samo povećanjem navedenih parametara unutar razumnih granica, ili ako su okolnosti potrebne za ponavljanje mita nepraktične, ali realno moguće. Tim ponekad mora upotrijebiti dodatne parametre koji nisu dio originalnog mita, ili promijeniti jedan ili dva parametra izvan praktičnih i/ili dostupnih sredstava, ali ne do točke kada mit postaje potpuno nerealističan s obzirom na okolnosti mita.
- Ako ne postoje zapisi da se mit dogodio, ali tim i dalje može ponoviti rezultate koji su bliski onima opisanima u mitu (kao što je mit koji kaže da su gusari nosili povez preko oka da bi tim okom bolje vidjeli noću).

Ocjema "Moguć" prvi je put upotrijebljena u drugoj sezoni showa, no čini se da se prestala koristiti u kasnijim sezonama, pogotovo kada tim može ponoviti rezultate mita pod okolnostima opisanima u mitu, iako ne postoje zapisi o mitu, kao u slučaju mita "Exploding Tire of Death", u petoj sezoni.
Potvrđen (Confirmed)
- Tim je uspio ponoviti rezultat mita u istim ili vrlo sličnim okolnostima kao u opisanom mitu. Potvrđeni mit obično je potkreplijen s dokazima da se stvarno i dogodio. Izraz "True" (istina) korišten je u prvoj sezoni.

Ostalo
- Ponekad su različiti segmenti pojedinog mita različito ocijenjeni. U mitu "Bullets Fired Up", testirano je može li metak, ispaljen pod kutom od 90 stupnjeva, padajući dolje biti smrtonosan za strijelca ili promatrača. Mit je dobio sve tri oznake, "Razotkriven", "Moguć" i "Potvrđen" zbog različitih okolnosti s kojima su bili suočeni.

## Materijal i oprema
Dok testiraju različite mitove, MythBusters redovito koriste određene materijale i opremu zbog njezine izdržljivosti, univerzalnosti i koristi u simulaciji. U tu opremu i materijale se ubraja:
- Balistički gel koriste mnoge tvrtke za provjeru performanci vatrenog oružja, s obzirom na to da su mu neke fizičke osobine slične ljudskom tijelu, na primjer, vodljivost i otpornost na udarac tupim predmetom.
- Buster, testna lutka, kupljena u prvoj sezoni za testiranje mitova koji su preopasni za ljude. S obzirom na to da su Busterova masa i visina približno jednake onima u prosječne odrasle osobe, on se često koristi da bi se pokazalo što bi se moglo dogoditi ako su rezultati mita mogući, bez obzira je li mit potvrđen, moguć ili razotkriven. Članovi tima često govore o Busteru kao da je živa osoba, i čak ga smatraju članom svoje tima. Tijekom epizoda Buster je često bio modificiran da bi, prema potrebi imao alate kao što je akcelerometar. Bilo je i nekoliko epizoda i specijala koji su posebno uključivali i Bustera. Jedan takav specijal uključivao je Adamovo i Jamievo pravljenje novog tijela za Bustera, koji su mogli bolje imitirati kosti i mišiće u ljudskom tijelu, kao i njihovu čvrstoću, da bi se što bolje vidjelo djelovanje sila u mitovima koji bi mogli slomiti kosti ili odrezati udove. Specijal je također napravljen zbog potrebe, zbog velikih oštečenja koja su se nakupila do tada, kao i zbog činjenice da su se novi dijelovi mogli lakše kupiti ili napraviti, jer bi popravljanje originalnih dijelova bilo skupo i komplicirano.
- Automobili i druga vozila često se nabavljaju s odlagališta, iako su neka vozila donirali fanovi ili su kupljena u voznom stanju.
- Oružje i eksplozivi koriste se za testiranje mitova koji uključuju te uređaje. Takvi mitovi obično završe s "eksplozivnim rezultatima".
- Brze kamere često se koriste za snimanje za snimanje objekata u pokretu i (uz pomoć označene skale) za određivanje brzine objekta.
- Svinjska trupla koriste se za što bolje simuliranje reakcije ljudskog tijela na različite traume, kao što su lomljenje kostiju, raspadanje i moguće posjekotine. Savage ih naziva "ljudskim analozima", dok se Kari, koja je vegetarijanka, uglavnom osjeća neugodno dok radi s njima.
- Aktivatori i servo mehanizmi koriste se za daljinsko upravljanje automobilima i drugim potencijalno opasnim vozilima.
- Polikarbonatske ploče koriste se za uglavnom kao barijere za potencionalno eksplozivne eksperimente. Integritet samih ploča bio je predmet jednog testa.
- Spojne poluge ili brzo-otpištajuće poluge se koriste uglavnom u testovima koji ukljućuju padove ili mehanizme pod pritiskom.
- Digitalni akcelerometri se koriste za mjerenje snage udara.

## Tim
Adam Savage i Jamie Hyneman su originalni Razbijači mitova, i sve mitove istražuju koristeći znanje i iskustvo u pravljenju specijalnih efekata. Rade u Hynemanovoj radionici specijalnih efekata, M5 Industries, i koriste njegove stvari. Jedan od trikova u showu je interakcija Savagea i Hynemana, gdje je Hyneman ozbiljna osoba, a Savage se brine za komični dio. Pripovjedač u showu je Robert Lee, no u nekim državama zamijenjen je lokalnim pripovjedačima.
Kako je show napredovao, predstavljeni su i pomoćnici, koji su na kraju postali drugi tim, nazvn "Build Team" (tim za izgradnju), koji ima svoju radionicu i dijeli svaku epizodu s originalnim parom. Svaki tim obično istražuje drugi mit. Prvi član tog tima koji je predstavljen bila je jedna Hynemanova umjetnica, Kari Byron, koja mu je bila potrebna kao model za jedan raniji mit. M5 graditelj, Tory Belleci, uglavnom radi većinu konstrukcija za mitove koje obrađuje "Build Team". Grant Imahara, Hynemanov kolega, došao je u tim zbog svog iskustva s robotikom i elektronikom.
Predstavljeni su i drugi pomoćnici, koji su kasnije napustili show. Scottie Chapman bila je zavarivač prije Imaharina dolaska u tim. Program je u početku imao i intervjue s Heather Joseph-Witham, koja je objašnjavala podrijetlo mitova, kao i dva člana (Christine Chamberlain i Jess Nelson) koji su pobijedili na Discoveryjevu natjecanju za najboljeg gledatelja konstruktora (nazvani su "Mythterns") koji su također ispali iz daljnjih epizoda.
Show također ugošćuje i neke nežive pomoćnike. Prvi i najčešće korišten je Buster, testna lutka za testiranje opasnijih mitova. Bio je toliko uništen da mu je napravljeno novo tijelo, i posvećen mu je cijeli specijal, gdje je nazvan "Buster 2.0".
Uz Bustera ponekad su korištene i druge lutke, koje je proizveo Simulaid, i koje su nazvane "Jane", "Simulaide Suzy" i "Rescue Randy". Prvi put su korištene za ispitivanje mita nazvanog "Killer Brace Position". Ponekad, kada je vrlo vjerojatno da će subjekt biti potpuno uništen, koriste se lutke potpuno napravljene od balističkog gela. Prva od tih dobila je nadimak Ted (od bus'ted).

## Upozorenja i autocenzura
MythBusters stavljaju jaki naglasak na sigurnost. Sve epizode počinju Adamovim i Jamievim odricanjem od odgovornosti zbog nečijeg pokušaja da ponovi test viđen u emisiji; u mnogim epizodama to se ponavlja na sredini epizode. To odricanje od odgovornosti se ne prikazuje na Discovery UK i austalskom programu SBS, no ostale vrste cenzure ostaju.
Show ima različite stupnjeve sigurnosne ili reklamne cenzure. Vulgarni jezik ili imena sastojaka korištenih u proizvodnji opasnih materijala su prikriveni šaljivim zvučnim efektom ili onim koji je vezan za pojedini mit. Također, vidljive naljepnice s imenima kemikalija korištenih opasnih materijala su zamagljene. U određenim scenarijima (kao što je pravljenje bombe) oni također napominju da i profesionalci poput njih moraju imati specijalnu dozvolu/asistenciju od vlasti za neke pokuse.
Mnoga imena proizvoda korištenih u showu su zamagljena ili prikrivena naljepnicom natpisom MythBusters.

## Tužba zbog imena
U siječnju 2005. dječji pisac i pustolov Andrew Knight tužio je u Australiji Beyond Productions (proizvođač MythBustersa) zbog uporabe imena "MythBusters". Knight je tvrdio da je prije njih imao tim nazvan MythBusters i da je to ime koristio još od 1988. godine. Knight je napisao seriju knjiga za djecu pod etiketom "MythBusters" 1991., 1993. i 1996. godine. U veljači 2007. godine Federal Court of Australia odbacio je Knightovu tužbu protiv Beyond Productionsa (Knight v Beyond Properties Pty Ltd [2007] FCA 70).

## Popularnost i utjecaj
Hyneman i Savage su se pojavili u mnogim zabavnim emisijama, kao na primjer, "Good Morning America", "The Late Show with David Letterman" i film "The Darwin Awards". Magazin Skeptic napravio je intervju s njima pod nazivom "Mythbusters Exposed".
Hyneman i Savage povremeno govore na sveučilištima diljem zemlje kako je to biti MythBuster. Do danas su imali oko 30 nastupa, na sveučilištima i u raznim korporacijama i uvijek su bili dobro primljeni, iako su tehnička sveučilišta bila najoduševljenija. Govorili su na WPI, RPI, Boise State, Georgia Tech, Michigan Tech, Northern Michigan University, MIT, sveučilištu Akron, IBM i mnogim drugima.
Kari Byron se pojavila u showu Davida Lettermana 16. siječnja 2006. U 2007. se slikala za FHM časopis, u kojem je demonstrirala jednostavne eksperimente (kao na primjer, reakcija Coca-cole i Menthos bombona) obučena u crveni bikini i laboratorijsku kutu.
Dvadeset trogodišnja Theresa Booth iz St.Martina u Minnesoti je izjavila kako je epizoda MythBustersa zaslužna za preživljavanje njezinog djeteta i nje. 3. travnja 2007. s automobilom je sletjela u drenažnu jamu punu vode iz rijeke Sauk. U lokalnim novinama je opisala kako je vrata automobila otvorila čim je automobil udario u vodu i rekla kako je to učinila jer je gledala epizodu u kojoj je obrađen mit "Underwater Car" (automobil pod vodom). Motorist koji je naišao odvezao ih je u bolnicu gdje su pregledani i ubrzo pušteni kući. 19. listopada 2007. u Sydneyu u Australiji tinejdžer Julian Shaw odvukao je onesvještenog srednjovječnog čovjeka s tračnica blizu željezničke postaje, na sigurno ispod platforme. Odmicao se unazad dok je vlak prolazio, citirajući tako mit "Train Suction".

## Emitiranje
Razbijači mitova se prikazuje u nekoliko zemalja, uglavnom na njihovoj verziji Discovery Channela. U nekim zemljama engleski je titlovan ili sinkroniziran na lokalni jezik. U Ujedinjenom Kraljevstvu Rufus Hound je pripovjedač BBC Two verzije, dok su Robin Banks ili Daisy Beaumont pripovjedači na Discoveryjevoj verziji. U Australiji MythBusters se emitiraju na SBS i Foxtel/Austar satelitskom programu. U Novom Zelandu, emitiraju se na Prime TV.

## Vanjske poveznice
- Službene stranice
- Mythbusters wiki  Arhivirana inačica izvorne stranice od 30. listopada 2008. (Wayback Machine)
- Razbijači mitova u internetskoj bazi filmova IMDb-a
- Interview na PoopReport  Arhivirana inačica izvorne stranice od 26. srpnja 2009. (Wayback Machine)
- Savageov interview u Penn Jillette Radio Show[neaktivna poveznica]